# 洛弗尔望远镜
洛弗尔望远镜（英語：Lovell Telescope）是工作于英国柴郡卓瑞尔河岸天文台的一台射电望远镜，属于曼彻斯特大学物理和天文学院。最初它被命名为MARK I望远镜，1957年竣工时是世界上最大的可动射电望远镜，人们估计它的工作寿命只有十年。然而之后的数十年内它却依然坚持工作，1987年变更为如今的名字以纪念洛弗尔·伯纳德爵士（Sir Bernard Lovell）。2003年更换了反射罩后其工作波段提升了4倍，如今老当益壮的洛弗尔望远镜主要供曼彻斯特大学的学生、天文学家和工程师用于教学和研究，它还是英国多元射电联合干涉网(Mulit-Element Radio-Linked Interferometer Network,MERLIN)和欧洲甚长基线干涉网的重要成员。目前它是世界上第三大的全动式射电望远镜。

## 历史
曼彻斯特大学的天文学教授洛弗尔·伯纳德爵士是建造洛弗尔望远镜的重要推动者，卓瑞尔河岸天文台建成之初只有一些简单的天文学观测设备。在工程师查尔斯（Charles Husband）的帮助下，伯纳德设计了一台直径76米的射电望远镜。然而1951年时天文学家们发现了21厘米中性氢谱线，为了能在日后研究这一重要的波长，二人将原先设计中的金属网镜面改作了完整的金属反射面，反射镜由7100块2毫米厚的焊接金属板组成。1952年3月他们的计划通过了审核，不过建设工作在这之前就已经开始了：1950年时英国皇家海军退役战舰皇家君主号战列舰（HMS Royal Sovereign）和复仇号战列舰（HMS Revenge）的两座双联装380毫米口径主炮的炮塔被运到了柴郡，这两个炮塔后来被用作望远镜俯仰装置转动机构的主要组成部分。1952年9月3日望远镜开始动工，截止1957年7月末，反射镜铺设完成，8月2日望远镜完成了其首次观测。由于建造望远镜的钢材涨价，其建造费用超出了预算。最终花在建造洛弗尔望远镜上的资金为70万英镑，这部分钱主要是由政府和纳菲尔德基金会（Nuffield Foundation）支付的，还有少部分来自私人捐助。
最初望远镜被命名为MARK I，在望远镜竣工后不久的10月4日，苏联发射了世界上第一颗人造卫星人造卫星1号，而此时只有MARK I有能力对其进行轨道跟踪，随后数月洛它还分别对美国和苏联的数个人造卫星进行了跟踪，当然其主要工作还是进行科学研究。1964年4月，MARK I开始使用电脑控制其运动系统。但此时的MARK I已经开始显示出一些破损，例如67年时发现高度控制系统出现了故障，69年时轨道系统也出现了问题。种种缺陷使得英国科学与工程研究会（Science and Engineering Research Council）在1968年7月8日宣布花费40万英镑将其修复并升级为MARK IA望远镜。整个工作分三步进行，第一阶段是增加一套内部轨道系统，此系统可担负望远镜质量的三分之一；第二阶段是修复外部轨道系统；第三阶段的工作更加重要，首先是在原先的镜面上覆盖了一层新的金属片，此举使得望远镜可以观测到6厘米长的无线电波。此外还更新了电脑控制系统，增强了主天线，修复了反射镜和塔座的连接部。升级工作中还出现了一起意外事故，1972年1月一台起重机在运送两名工程师到达主天线的时候发生了断裂，造成一死一伤的结果。升级工作最终于1974年6月完成，还是因为钢材价格的上涨，升级工作的最终花费达到了66万英镑。然而在两年之后的76年1月2日，MARK IA遭受了一场冬季暴风雨，暴风雨的速度达到了每小时145公里。卓瑞尔河岸天文台在这之后给望远镜的两座支撑塔加上了斜撑大梁以避免其遭受损害，1987年望远镜迎来了30周年纪念日并在同年更名为洛弗尔望远镜以纪念洛弗尔·伯纳德爵士。
90年代后反射镜面的磨损问题再度出现，英国政府和威康基金会（Wellcome Foundation）为新的升级支付了2百万英镑。这一次的修复工作从2001年进行到2003年，更换了新的镀锌钢反射镜，更新了定位控制系统，修复了轨道系统并换上了21世纪的电脑系统。

## 结构

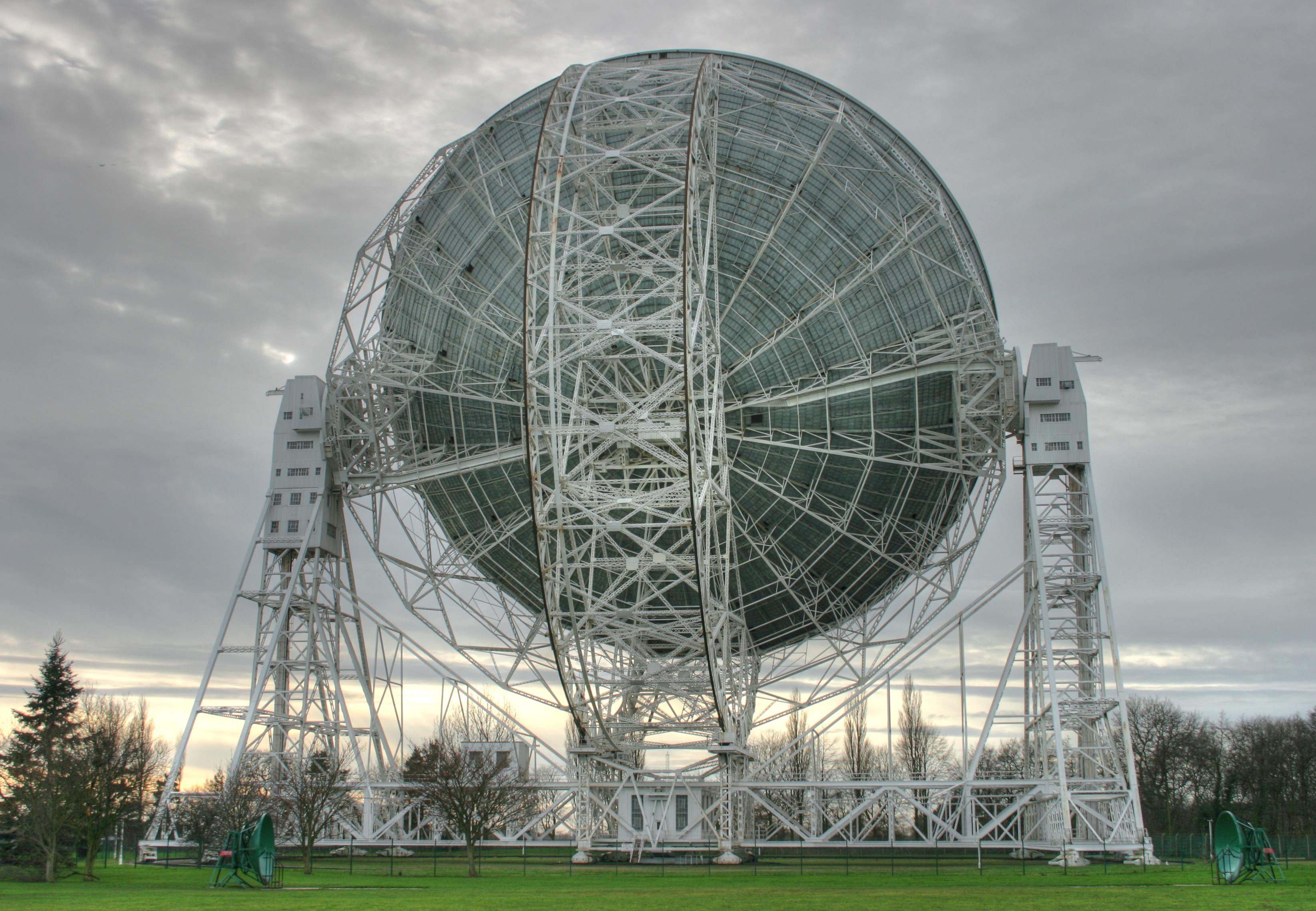
从背面观测望远镜

望远镜的底部是一个可以水平旋转的支架，支架由框架式的钢管构成，这一设计有助于减轻自身的结构重量。支架底部转动轨道的外部直径为107.5米，控制俯仰角的转轴的高度为50.5米，望远镜反射镜垂直时最高处达到了89米。其总质量为3200吨，其中反射镜占到1500吨，发射镜总面积为5270平方米，有效面积则为4560平方米，光是涂料的体积就达到了5300升。抛物线镜面的焦距为22.9，在其焦点处是一座由铁塔支撑的聚焦盒，它负责收集反射镜收集到的信号。

## 工作
在其刚建成的时间里，洛弗尔望远镜最有趣的成就是为一系列空间探测器提供轨道跟踪和数据接收的服务。处于空间争霸中的美国与苏联都需要洛弗尔望远镜为他们提供帮助，在当时它是世界上功率最大的射电望远镜。例如人造卫星1号升空时洛弗尔望远镜就对其进行了轨道跟踪，实际上接受其发出的信号只需要简单的设备就可以完成，但轨道跟踪的要求就要高得多。此后美苏之间进行月球竞赛时，洛弗尔望远镜相继对月球系列探测器和先驱者系列探测器进行了跟踪，阿波罗11号登月时它正在追踪苏联的月球15号，同一时刻卓瑞尔河岸天文台的MARK II望远镜正在对前者进行追踪。此外洛弗尔望远镜还为苏联的金星及火星系列探测器提供了轨道追踪服务。
洛弗尔望远镜在天文学方面的成就包括发现了天体微波激射（celestial masers），确认了脉冲星的存在，参与了第一例引力透镜的观测工作，发现了第一例位于球状星云中的脉冲星。此外，洛弗尔望远镜还曾经和波多黎各的阿雷西博天文台组成过甚长基线干涉仪（VLBI），洛弗尔望远镜亦是寻找地外生命的SETI计划中的一员。